# Johann Conrad Knauth
Johann Conrad Knauth, latinisiert Johannes Conradus Cnauthius oder Johann Conrad Knauthius, modernisiert Johann Konrad Knauth (* 1662 in Cölln (bei Meißen); † 1732 vermutlich in Dresden) war ein kursächsischer Historiker und Rektor der Kreuzschule in Dresden.

## Leben
Er war der Sohn des aus Moritzburg stammenden späteren evangelisch-lutherischen Pfarrers der Stadt Dippoldiswalde im Erzgebirge, Magister Johann Knauth, der im Jahre 1716 starb und auf den sein Sohn einen längeren Nachruf verfasste. Der Bibliothekar Samuel Knauth in Wittenberg war sein Bruder.
Am 24. August 1678 wurde er an der Universität Wittenberg immatrikuliert.
Johann Conrad Knauth, der als Historiograph am Dresdner Hof Bekanntheit erlangte und zeitgleich als Rektor der Dresdner Kreuzschule wirkte, besaß in der sächsischen Residenzstadt das sogenannte Gartenvorwerk Hopfgartens (in der heutigen Johannstadt zwischen Gerokstraße und Bönischplatz) und unterhielt einen stattlichen Kräutergarten.

## Werke (Auswahl)
- Misniae illustrandae prodromus, 1692.
- Einleitung zu des edlen, hochlöblichen und hochbegabten Marggrafthums Meissen, Landes- und Geschicht-Beschreibung […], Dresden, Winckler, 1715.
- Das ehrenvolle Alter Johann Knauths, nachdem selbiger am 29. Januar 1716 sein 86 jähriges Leben in seinem 3. Pastorat zu Dippoldiswalde beschlossen, Dresden 1716.
- Des alten berühmten Stiffts-Closters und Landes-Fürstlichen Conditorii Alten-Zella, an der Freybergischen Mulda, So wohl von alters her darzu gehöriger dreyen respective Städte, Berg- und Marck-Flecken, Roßwein […], Dresden und Leipzig, 1721–1722.
- Saxonia Vetus Et Magna In Parvo. Oder: Beschreibung des alten Sachsen-Landes : Darinnen gelegener Fürstenthümer, Graf- und Herrschafften, Vestungen, Schlösser, Städte, Stiffter und Clöster, Flecken und Dörffer, Berge und Bergwercke, Saltzwercke, Heil-Bäder, und Gesund-Brunnen, Seen und Dämme, Wälder und Auen […] wie auch verschiedener Jahr-Geschichte biß auf diese Zeit,  Dresden, 1727.
- Augustae Beichlingiorum origines […], Dresden, o. J.